# Karl Heinrich von Poseck
Karl Heinrich von Poseck (* 7. Februar 1718; † 27. Juni 1784 in Stettin) war ein preußischer Major.

## Leben

### Herkunft
Karl Heinrich entstammte dem schwarzburgischen Adelsgeschlecht von Poseck. Seine Eltern waren der schwarzburgische Kapitän Heinrich Friedemann von Poseck († 1753) und Dorothee Elisabeth von Saltza.

### Laufbahn
Poseck begann seine Laufbahn 1734 in einem schwarzburgischen Regiment, welches über Mecklenburg 1742 an Preußen kam. Im Regiment „Forcade“ avancierte er bis zum Major. 1762 wurde er Kommandeur eines Grenadierbataillons welches aus den Grenadierkompanien der Regimenter Nr. 1 und Nr. 23 entstand. Vom 23. Januar 1770 bis zu seinem Tod war Poseck als Regimentschef des Stettiner Land-Regiments versorgt.
Er nahm an den Schlachten bei Hohenfriedeberg, Soor, Reichenberg, Prag, Roßbach, Leuthen,  Zorndorf, Liegnitz, Hochkirch, Torgau und Freiberg Teil. Vor Prag wurde er leicht und bei Torgau schwer verwundet. Bei Freiberg tätigte sein Grenadierbataillon zusammen mit dem „Woldeckschen“ den ersten Angriff, wobei er sich den Orden Pour le Mérite erwarb.
Poseck war Erbherr auf Wolfshausen, Bösleben und Rottenbach.